# Mats Lindström
Mats Lindström, född den 17 september 1972 i Piteå, har arbetat som ombudsman och opinionsexpert vid socialdemokraternas partistyrelse. Karriären inleddes i SSU i Piteå och Norrbotten.
Lindström blev känd efter att ha skickat ut anonym e-post med rubriken "Veckans snackis" med rykten om moderaternas partiledare Fredrik Reinfeldt. TV4 kunde spåra avsändarens IP-adress till socialdemokraternas partikansli, och det stod snart klart att Lindström var mannen bakom breven. Reinfeldt polisanmälde Lindström men utredningen lades ner av åklagaren.
Lindström slutade på partiexpeditionen 24 februari 2006.
Efter att Lindström lämnade partiexpeditionen startade han det egna företaget NyTrend. Numera är Lindström knuten till opinions- och marknadsundersökningsföretaget Novus Opinion. 